# Turbina de Tesla

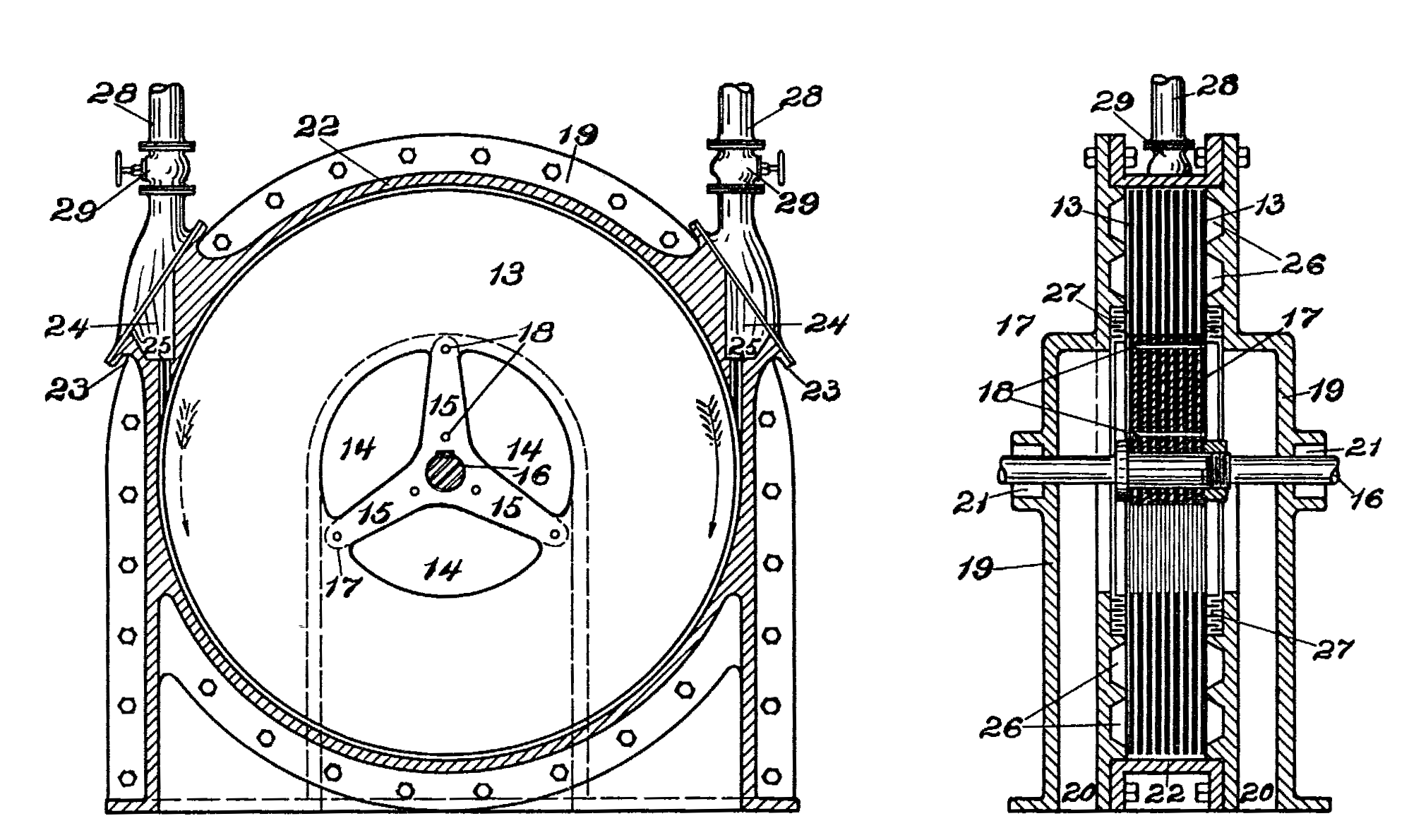
Vista do sistema "bladeless" ou "sem pàs" da Turbina de Tesla

A turbina de Tesla é uma turbina centrípeta de fluxo sem pás, patenteado por Nikola Tesla em 1913. É referida como uma turbina sem pás porque ela usa o efeito de camada limite e não um fluido que colide com as pás como em uma turbina convencional. A turbina de Tesla também é conhecida como a turbina de camada limite. Pesquisadores de bioengenharia têm se referido a ela como uma bomba centrífuga de discos múltiplos. Um dos desejos de Tesla para a implementação desta turbina foi para a energia geotérmica.

## Descrição
A inovação na turbina de Tesla inclui um conjunto de discos lisos, com bicos de aplicação de um gás em movimento até a borda do disco. Os gases se arrastam no disco por meio de viscosidade e aderência da camada superficial do gás. Como o gás diminui e adiciona energia para os discos, que gira em espirais para o escape central. Uma vez que o rotor não tem pás, ele é muito resistente.
Esta turbina também pode ser aplicada com sucesso em câmaras de condensação operando com alto vácuo. Nesse caso, devido à razão de expansão muito grande, a mistura de exaustão será a uma temperatura relativamente baixa e adequada para a admissão do condensador. Melhores combustíveis deverão ser utilizado e centrais de bombeamento, mas os resultados econômicos alcançados já justificara o gasto.

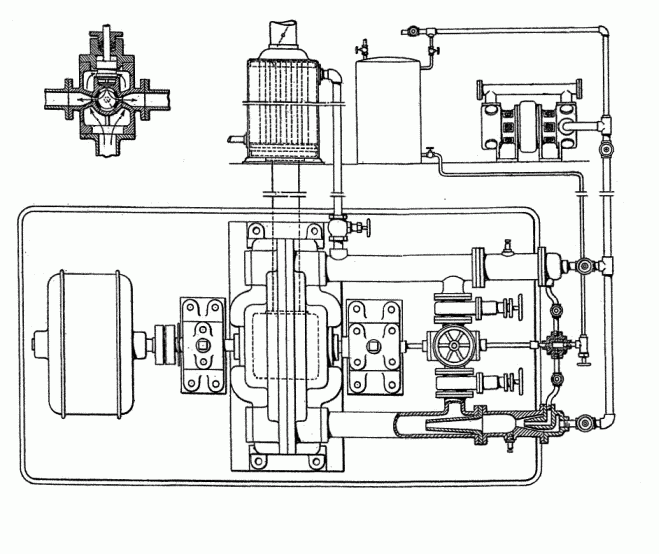
Sistema de funcionamento da Turbina de Tesla

A turbina de Tesla possui a característica de trabalhar com uma mistura de vapor e produtos de combustão e em que o calor de escape é utilizado para fornecer vapor, que é fornecido para a turbina, proporcionando uma válvula de fornecimento de vapor para que as pressões e as temperaturas possam ser ajustadas às condições de trabalho ideal.
Como diagramado, uma instalação de turbina Tesla é capaz de iniciar, com vapor sozinho, um tipo de disco adaptado para trabalhar com fluidos a alta temperatura.
Uma turbina de Tesla eficiente exige espaçamento próximo dos discos. Por exemplo, um tipo de vapor deve manter 0,4 milímetros de espaçamento interdiscos. Os discos devem ser maximamente suaves para minimizar as perdas de superfície e de cisalhamento. Os discos também devem ser altamente finos para evitar turbulência nas bordas. Infelizmente, evitar que os discos empenassem e destorcessem  foi o maior desafio de Tesla. Pensa-se que esta incapacidade de impedir que os discos destorcessem contribuíram para o fracasso comercial das turbinas, porque a tecnologia metalúrgica na época não era capaz de produzir discos de qualidade e rigidez suficientes.

## Sua aplicação como bomba
Se adicionados um conjunto de discos e uma caixa envolvente na turbina de tesla, a mesma poderá ser usada como uma bomba. Nesta configuração o motor é ligado ao eixo. O fluido entra perto do centro, é dado impulso pelos discos, então sai na periferia. A turbina de Tesla não usa o atrito no sentido convencional, ele o evita, e usa de adesão. Ele utiliza o efeito da camada limite nas lâminas do disco.
Discos lisos foram originalmente propostos, mas estes reduziam o torque de partida. Tesla descobriu posteriormente que os discos lisos com pequenas anilhas em 12 a 24 lugares ao redor do perímetro de um disco de 10 polegadas e um segundo anel com 06 a 12 arruelas deram uma melhoria significativa no torque de partida, sem comprometer a eficiência.

### Aplicações
Até 2006, a turbina de Tesla não tinha uso comercial difundido desde a sua invenção. A bomba de Tesla, entretanto, tem sido comercialmente disponível desde 1982  e é usada para bombear fluidos que são abrasivos, viscosos, contenham sólidos, ou que não sejam manipuláveis por outras bombas. Tesla não se preocupou em firmar um grande contrato para a produção. A principal desvantagem no seu tempo, como mencionado, foi o pouco conhecimento de materiais de características e comportamentos em altas temperaturas. A melhor metalurgia da época não podia produzir discos capazes de resistir a torções e desgaste.
Hoje, muitos experimentos amadores no campo foram realizados usando turbinas de Tesla, incluindo turbinas a vapor e turbos de automóveis. Uma aplicação proposta atual para o dispositivo é uma bomba de resíduos, em fábricas e usinas, onde bombas normais de palhetas do tipo de turbina normalmente não aguentam.
Aplicações da turbina de Tesla como uma bomba centrifuga de sangue de vários discos apresentaram resultados promissores. As pesquisas de engenharia biomédica em aplicações com o aparelho foi retomado no século 21.
Em 2010, uma patente foi emitida para uma turbina eólica com base no design Tesla.

## Referencias
1. ↑  Miller, G. E.; Sidhu, A; Fink, R.; Etter, B. D. (1993). «July).  Evaluation of a multiple disk centrifugal pump as an artificial ventricle». Artificial Organs. 17 (7): 590–592. PMID 8338431. doi:10.1111/j.1525-1594.1993.tb00599.x
2. ↑  Miller, G. E.; Fink, R. (1999). «June).  Analysis of optimal design configurations for a multiple disk centrifugal blood pump». Artificial Organs. 23 (6): 559–565. PMID 10392285. doi:10.1046/j.1525-1594.1999.06403.x
3. ↑  Nikola Tesla, "Our Future Motive Power".
4. ↑  Discflo Disc Pump Technology Arquivado em 14 de fevereiro de  2009, no Wayback Machine. - www.discflo.com
5. ↑  Miller, G. E.; Etter, B. D.; Dorsi, J. M. (1990). «February).  A multiple disk centrifugal pump as a blood flow device». IEEE Trans. Biomed Eng. 37 (2): 157–163. PMID 2312140. doi:10.1109/10.46255
6. ↑  Manning, K. B.; Miller, G. E. (2002). «Flow through an outlet cannula of a rotary ventricular assist device». Artificial Organs. 26 (8): 714–723. PMID 12139500. doi:10.1046/j.1525-1594.2002.06931_4.x
7. ↑  «New Wind Turbine Patent Issued» (Nota de imprensa). Solar Aero Research. 3 de maio de 2010. Consultado em 11 de maio de 2010